# Romance (Luis Miguel)
Romance è l'undicesimo album di Luis Miguel pubblicato nel 1991.

## Tracce
1. No Me Platiques Más – 3:31 (testo: Vicente Garrido – musica: Vicente Garrido)
2. Inolvidable – 4:16 (testo: Julio Gutiérrez – musica: Julio Gutiérrez)
3. La Puerta – 3:19 (testo: Luis Demetrio – musica: Luis Demetrio)
4. La Barca – 3:28 (testo: Roberto Cantoral – musica: Roberto Cantoral)
5. Te Extraño – 4:23 (testo: Armando Manzanero – musica: Armando Manzanero)
6. Usted – 3:43 (testo: Gabriel Ruiz, Monis Zorrilla – musica: Gabriel Ruiz, Monis Zorrilla)
7. Contigo en la Distancia – 3:23 (testo: César Portillo de la Luz – musica: César Portillo de la Luz)
8. Mucho Corazón – 3:46 (testo: Emma Elena Valdelamar – musica: Emma Elena Valdelamar)
9. La Mentira – 3:46 (testo: Álvaro Carrillo – musica: Álvaro Carrillo)
10. Cuando Vuelva a Tu Lado – 3:48 (testo: Maria Grever – musica: Maria Grever)
11. No Sé Tú – 3:50 (testo: Armando Manzanero – musica: Armando Manzanero)
12. Como – 3:14 (testo: Chico Novarro – musica: Chico Novarro)